# Île Puemba
L’île Puemba est une îlot de Nouvelle-Calédonie appartenant administrativement à Le Mont-Dore.